# Bucculatrix polymniae
Bucculatrix polymniae är en fjärilsart som beskrevs av Braun 1963. Bucculatrix polymniae ingår i släktet Bucculatrix och familjen kronmalar. Inga underarter finns listade i Catalogue of Life.